# Октав Ботнар
Октав Ботнар (21 жовтня 1913, Чернівці, Австро-Угорщина — 11 липня 1998, Віллар-сюр-Оллон, Швейцарія) — підприємець та філантроп, засновник компаній Datsun UK (пізніше Nissan UK) та Automotive Financial Group (AFG).

## Біографія
Народився в Чернівцях. З 1932 по 1936 рік відсидів у в'язниці. Вийшовши на волю, переїхав до Франції. Під час Другої світової війни брав участь у Русі Опору у Франції. 1946 року повернувся на батьківщину, де пробув до 1960 року. 
1966 року вдалось виїхати з країн комуністичного блоку та оселитися у Вортінгу, Англія. Там 1970 року придбав ексклюзивні права на продаж автомобілів Datsun. Згодом компанія Datsun була перейменована на Nissan. До середини 1980-х Ботнару вдалось розвинути мережу дилерських центрів до 200 одиниць, а за обсягами продажів у Великій Британії обігнати компанію Toyota, ставши одним з найбагатших людей країни.
1968 року в автокатастрофі загинула єдина дитина Ботнара Камелія. Відтоді він активно зайнявся благодійною діяльністю, роблячи щедрі пожертви. Найбільшим його внеском стало 13 мільйонів фунтів для Лондонської лікарні Great Ormond Street. Він також заснував організацію Camelia Botnar Foundation, яка допомагає молоді отримати професійні навички для життя. За своє життя Ботнар перерахував на благодійні цілі більше 100 млн. фунтів.
1991 року податкова організація Великої Британії Inland Revenue запідозрила Ботнара у несплаті 200 млн. фунтів податків. Після обшуків у його будинку, він переїхав до Швейцарії. Там він оселився у селі Віллар, де й провів решту життя. Того ж 1991 року компанія Nissan поглинула Nissan UK Ботнара та сама стала відповідальною за продажі у Британії. Незважаючи на те, що Ботнар не визнавав своєї вини, він все ж погодився сплатити 59 млн. фунтів, щоб закрити справу, паралельно подавши зустрічний позов.
Помер 1998 року у Швейцарії від раку шлунку. Похований у Парижі на кладовищі Пассі.